# Gratianus
Flavius Gratianus, známý též jako Gracián (18. dubna 359, Sirmium – 25. srpna 383, Lugdunum), byl římský císař vládnoucí od 24. srpna 367 do 25. srpna 383, nejprve jako spoluvládce svého otce Valentiniana I., od 17. listopadu 375 jako samostatný panovník na západě impéria. Jeho matkou byla Valentinianova první manželka Marina Severa.

## Vláda
Díky otcově proklamaci za císaře (364) se stal Gratianus již ve věku sedmi let konzulem a obdržel i titul nobilissimus puer. V srpnu roku 367 byl v Ambianu prohlášen augustem, tj. plnoprávným spoluvladařem Valentiniana I. Ten mu zajistil slušné vzdělání a brával ho s sebou i na vojenské výpravy, např. roku 368 proti Alamanům. Za ženu mu vybral Constantii, dceru Constantia II., čímž se valentinianovská dynastie pokrevně spojila s konstantinovskou. S císařovnou Marinou Severou (Gratianovou matkou) se Valentinianus kolem roku 370 rozvedl a nová žena Iustina mu během pěti let porodila syna Valentianiana (II.) a tři dcery. Na Gratianovo postavení neměl rozvod žádný vliv.

### Otcovým dědicem
Valentinianova smrt v listopadu 375 vynesla Gratiana do pozice samostatného vládce západní poloviny říše. Stal se de facto poručníkem mladšího bratra Valentiniana II., který byl nyní rovněž prohlášen císařem, a rovnocenným partnerem východního císaře Valenta, svého strýce. Značný vliv na něj měl touto dobou jeho učitel Ausonius, povýšený do hodnosti quaestora sacri palatii. Ausoniovou zásluhou je, že nová vláda vystupovala umírněně (amnestie, edikt o prominutí daňových nedoplatků) a projevovala snahu zlepšit poněkud zkalené vztahy se senátem. Roku 376 navštívil Gratianus osobně Řím (asi u příležitosti svých decenalií) a i jinak dával všemožně najevo svůj zájem o hlavní město. Jeho rezidencí však byla většinou Augusta Treverorum.
Na jaře 378 podnikl Gratianus úspěšnou výpravu proti Alamanům, zatímco východní císař Valens se chystal do boje s Góty – ty uvedl do pohybu nápor Hunů ze severního Přičernomoří. Podle kronikáře Ammiana Marcellina se mladý panovník (Gratianovi ještě nebylo dvacet) přesunul asi v červenci do Sirmia a naléhavě strýce nabádal, aby nezačínal válku s Góty před jeho příchodem. Valens na rady nedbal, 9. srpna 378 se dal vtáhnout do bitvy u Adrianopole a spolu s většinou svých vojáků padl. Vítězní Gótové se rozptýlili po celém jižním Balkánu.
Gratianus reagoval na adrianopolskou katastrofu tím, že v lednu 379 prohlásil za císaře Theodosia, syna úspěšného vojevůdce téhož jména, který žil v Hispánii jako soukromá osoba. Dal mu k dispozici několik jednotek ze západu, jinak však musel Theodosius spoléhat při reorganizaci východního vojska především na sebe. Zdá se, že Gratianus poté zamířil do Galie, a roku 380 se znovu vypravil na východ – z jeho iniciativy byli Gótové a Alani usídleni v Panonii.

### Náboženská politika
Již od časného mládí projevoval císař velkou zbožnost a zajímal se o teologické otázky. V roce 379 se snad pod vlivem Theodosiovým zřekl pohanského titulu pontifex maximus, tedy nejvyšší velekněz. Postupem doby začal vystupovat ještě vyhraněněji. Vydal edikt, jímž ukončil dosavadní toleranci vůči nenikájským vyznáním víry, a energicky se postavil proti donatistům v severní Africe. Hlavní představitel křesťanské ortodoxie, milánský biskup Ambrosius, mu věnoval své spisy De fide (O víře) a De Spiritu sancto (O Duchu svatém).
Pohanským kněžským kolegiím byly odňaty státní dotace a zkonfiskovány odkázané nemovitosti, což pro ně znamenalo tvrdou ránu. Zároveň vyšlo nařízení, aby byl z budovy senátu odstraněn oltář bohyně Vítězství. Poselstvo v čele s váženým řečníkem a politikem Aureliem Symmachem, které se snažilo prosadit změnu tohoto rozhodnutí, nedosáhlo úspěchu. Náboženské otázky přispěly i k odcizení mezi Gratianem a Theodosiem, jakkoli spolu v hlavních rysech souhlasili.

### Vzpoura Magna Maxima a smrt
V souvislosti s novou cestou do Panonie pobýval Gratianus na přelomu let 382/383 delší čas v Miláně (Mediolanu), kde se stýkal s biskupem Ambrosiem. Říši tehdy sužoval hladomor, neboť úroda předchozího roku byla špatná. Na jaře či na počátku léta byla slavena císařova svatba s Laetou, která nastoupila na místo předčasně zesnulé Constantie (jediný syn z prvního manželství zemřel v dětském věku). Gratianus se poté odebral do Raetie, aby odrazil vpád Alamanů.
Vojsko v Británii zatím provolalo za císaře vojevůdce Magna Maxima, údajně proto, že panovala všeobecná nespokojenost nad Gratianovým protežováním alanských žoldnéřů. Vzpoura rychle přeskočila do Galie a císařské vojsko přešlo v bitvě u Lutetie na stranu uzurpátora. Gratianus musel uprchnout do Lugduna, kde byl Maximovým velitelem Andragathiem 25. srpna 383 zabit, aniž už stihl shromáždit novou armádu. Všechny jeho državy padly do rukou protivníka.

## Hodnocení
V historických pramenech je Gratianus popisován jako vzdělaný zbožný muž, jemuž však v některých případech chyběla rozhodnost a který ve vnitropolitickém ohledu často kolísal. Jeho závislost na okolí (Ausonius a později Ambrosius) byla všeobecně známa a právě ona možná přispěla k jeho pádu. Celkově v mnohém navazoval na politiku svého otce (vojenství, přístup k obraně hranic), v některých směrech se od něj však odlišoval (dobré vztahy se senátem, a to navzdory svému protipohanskému zaměření). Jeho jméno je dodnes zachováno v názvu Grenoblu (z lat. Gratianopolis), který byl na jeho počest přejmenován v roce 377.